# Brachychaeteuma melanops
Brachychaeteuma melanops är en mångfotingart som beskrevs av Brade-Birks 1918. Brachychaeteuma melanops ingår i släktet Brachychaeteuma och familjen snaggdubbelfotingar. Utöver nominatformen finns också underarten B. m. horticola.